# بلاغوي باونوفيتش
بلاغوي باونوفيتش ، من مواليد 4 يونيو 1947 ، لاعب كرة قدم يوغسلافي سابق.
لعب مع منتخب يوغسلافيا لكرة القدم.

## روابط خارجية
- بلاغوي باونوفيتش على موقع الاتحاد الدولي (مؤرشف)  (الإنجليزية)
- بلاغوي باونوفيتش على موقع قاعدة بيانات كرة القدم.إي يو (الإنجليزية)
- بلاغوي باونوفيتش على موقع ناشيونال فوتبول تيمز (الإنجليزية)
- بلاغوي باونوفيتش على موقع عالم كرة القدم.نت (الإنجليزية)